# Гуру Арджан Дэв

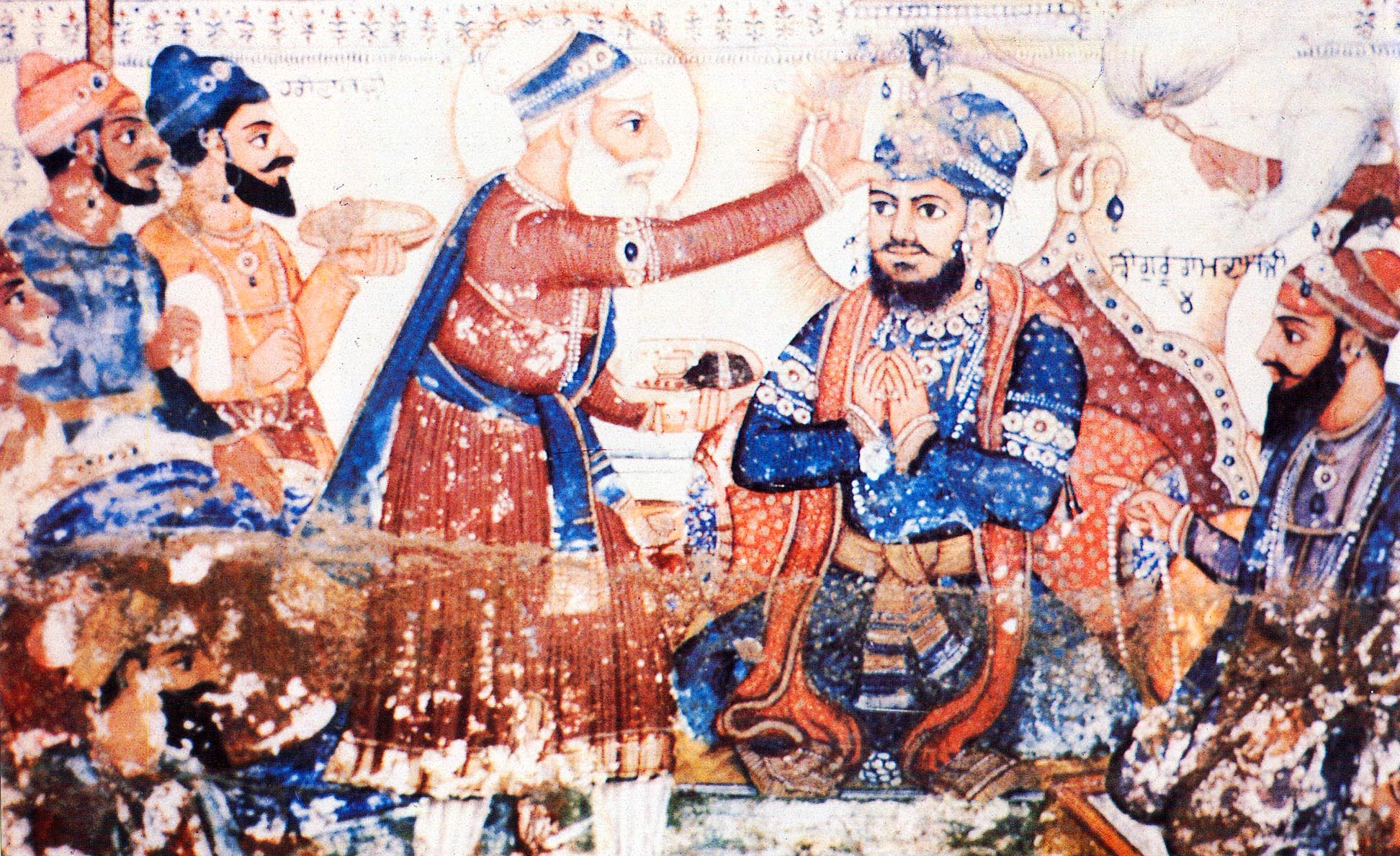
Арджан Дэв вводится в сан Гуру

Гуру Арджан Дэв (в.-пандж. ਸ੍ਰੀ ਗੁਰੂ ਅਰਜੁਨ ਦੇਵ ਜੀ; 15 апреля 1563, Гоиндвал, Империя Великих Моголов — 30 мая 1606, Лахор, Империя Великих Моголов) — пятый гуру сикхов.

## Жизнеописание
Арджан Дэв родился в Гоиндвале в районе города Амритсар 15 апрель 1563 года, его отцом был Гуру Рам Дас, Четвёртый Гуру Сикхов, а матерью — Мата Бхани. Его жена, Биби Ганга Дэви, родила ему сына Хар Гобинда. Арджан Дэв был введён в сан Гуру 1 сентября 1581 года.
Гуру Арджан Дэв жил во времена правления Императора Акбара (1556—1605) и Императора Джахангира (1605—1626).

## Деяния
Гуру Арджан Дэв декламировал свои Гимны в период с 1581 по 1604 годы. Общее число Гимнов — 2312, которые были собраны в 30 сборников: Сри Раг, Аса, Басанту, Маджх, Гуджари, Гаури, Вухи и т. д.
В своей поэтической композиции Раг Гаури, раскрытой между 1601 −1604 годами, Гуру Арджан Дэв описывает сущность правдивой жизни, союз Души с Верховным Бытием и великую значимость Гуру и святых людей в жизни каждого.
Гуру Арджан Дэв собрал вместе Гимны четырёх предыдущих Гуру, перевел их с языка священных текстов, санскрита, на бытовой язык панджаби и сам продиктовал их одновременно нескольким переписчикам, создав тем самым первый канонический текст Гимнов Гуру Сикхов. Затем, в 1604 году он добавил в ту Книгу свои Гимны и назвал её «Грантх Сахиб» («Книга Учения Господа»), сейчас эта книга известна как Гуру Грантх Сахиб.
Гуру Арджан Дэв установил сбор десятины с честного дохода (Дасавандх) для последователей религии Сикхов.
В 1588 году под его руководством было завершено строительство водоемов Сантохасара, и в том же году началось строительство Хармандир-Сахиба.
В 1590 году был создан водоём в месте, известном сейчас как Тарн-Таран-Сахиб, а в 1594 году были основаны города Картарпур (с санскр. — «Город Творца»)
и Сри Харигобиндпур на берегу реки Биас.

## Преемник
Гуру Сахиб ввёл в сан Гуру своего сына, Хар Гобинда, который стал Шестым Гуру Сикхов 30 мая 1606 года.

## Уход
Гуру Арджан Дэв был казнен в Лахоре в Пакистане. Он стал первым мучеником среди Сикхов.